# Santa Maria da Boa Vista
Santa Maria da Boa Vista este un oraș în Pernambuco (PE), Brazilia.